# スラヴィシャ・ヨカノヴィッチ
スラヴァシャ・ヨカノヴィッチ（Slaviša Jokanović 1968年8月16日 - ）は、ユーゴスラビア（現：セルビア）・ヴォイヴォディナ自治州南バチュカ郡ノヴィ・サド出身の元ユーゴスラビア代表サッカー選手。現指導者。

## クラブ経歴
1986年にFKノヴィ・サドでプロデビュー。1988年にFKヴォイヴォディナ・ノヴィ・サドに移籍し、ユーゴスラビア・プルヴァ・リーガ優勝を経験。1990年にパルチザン・ベオグラードに移籍し、1993年までプレーした。
1993年、スペインに渡り、レアル・オビエドに移籍。1994-95シーズンはロベルト・プロシネツキと共にプレー。1995年にCDテネリフェに移籍し、1997年からはロイ・マカーイと共にプレー。1999年にマカーイと共にデポルティーボ・ラ・コルーニャに移籍。1999-2000シーズン、FCバルセロナを抑えてリーガ制覇を達成した。
2000年から2シーズンはプレミアリーグのチェルシーFCでプレー。その後スペインに戻り、シウダ・デ・ムルシアでプレーし、2004年に引退した。

## 代表経歴
1991年2月27日のトルコとの親善試合でユーゴスラビア代表デビューを果たすも、1992年に勃発したユーゴスラビア紛争により、代表チームはUEFA EURO '92の出場権剥奪を余儀なくされた。その後国家分裂などで代表チームも大きく再編された後、1998 FIFAワールドカップとUEFA EURO 2000に出場した。

## 指導者経歴
2007年から2シーズン古巣のパルチザン・ベオグラードの監督を務める。
2012年から2シーズンはタイ・プレミアリーグのムアントン・ユナイテッドFCの監督を務め、2012年シーズンにリーグ優勝を達成。
2014年10月7日、イングランド・フットボールリーグ・チャンピオンシップのワトフォードFCの監督に就任。同シーズン2位で終え、2006-07シーズン以来のプレミアリーグに導いたものの、シーズン終了に退任 (後任はキケ・サンチェス・フローレス)。
2015-16シーズンはマッカビ・テルアビブFCの監督を務めていたものの、2015年12月27日に当時フットボールリーグ・チャンピオンシップに所属していたフラムFCの監督に就任。2017-18シーズン、フラムはリーグ6位に入り、昇格プレーオフ出場権を獲得。プレーオフではダービー・カウンティFCを破り、続くアストン・ヴィラFC戦も勝利し、2013-14シーズン以来のプレミアリーグ復帰をもたらした。しかし、2018-19シーズンは、開幕から低調なパフォーマンスに終始し、2018年11月14日に解任された。
2019年6月17日、アル・ガラファの監督に就任した。
2021年5月27日、シェフィールド・ユナイテッドFCの監督に就任した。2021年11月25日に解任された。

## 代表歴

### 出場大会
- ユーゴスラビア代表
  - 1998 FIFAワールドカップ (ベスト16)

### 試合数
- 国際Aマッチ 64試合 10得点（1991年-2002年）[10]

| ユーゴスラビア代表 | 国際Aマッチ | 国際Aマッチ |
| 年                 | 出場        | 得点        |
| ------------------ | ----------- | ----------- |
| 1991               | 6           | 0           |
| 1992               | 0           | 0           |
| 1993               | 0           | 0           |
| 1994               | 2           | 0           |
| 1995               | 2           | 0           |
| 1996               | 7           | 2           |
| 1997               | 11          | 3           |
| 1998               | 13          | 3           |
| 1999               | 6           | 0           |
| 2000               | 9           | 1           |
| 2001               | 5           | 1           |
| 2002               | 3           | 0           |
| 通算               | 64          | 10          |